# U-Bahn-Station Schwedenplatz
Die Station Schwedenplatz ist eine dreigeschoßige U-Bahn-Station im 1. Wiener Gemeindebezirk, Innere Stadt. Hier treffen die Linien U1 und U4 aufeinander. Die Anlagen der U4 verfügen über einen Mittelbahnsteig und befinden sich in einer Galerie längs des Franz-Josefs-Kais bzw. des Donaukanals. Die Bahnsteige der U1 erstrecken sich als Seitenbahnsteige in zwei parallel verlaufenden Röhren schräg vom Ausgang der Rotenturmstraße bis zur Schwedenbrücke über den Donaukanal. Ausgänge führen mittels Rolltreppen auf den Schwedenplatz (Ausgang Laurenzerberg, Umstiegsmöglichkeit zur Straßenbahn beziehungsweise Ausgang Rotenturmstraße zwischen Hafnersteig und Rotenturmstraße, Umstiegsmöglichkeit zur Linie 2A und zu den Vienna Airport Lines) und per fester Stiege in Richtung Urania.

## Geschichte

### Dampfstadtbahn
Die im Auftrag der Commission für Verkehrsanlagen in Wien von Otto Wagner gestaltete Station an der Donaukanallinie der Wiener Dampfstadtbahn wurde im September 1900 baulich fertiggestellt und am 6. August 1901 unter der Bezeichnung Ferdinandsbrücke eröffnet. Neben der Station Karlsplatz war sie dabei eine von nur zwei Stationen im Netz der Stadtbahn, die nach Fahrtrichtungen getrennte Aufnahmsgebäude aufwies. Beim damaligen Linksbetrieb diente dabei das östliche Gebäude beim Streckenkilometer 11,664 als Zugang Richtung Bahnhof Hauptzollamt, der entsprechende Außenbahnsteig befand sich auf der Kanalseite. Das westliche Gebäude beim Streckenkilometer 11,724 war der Zugang zum Außenbahnsteig Richtung Bahnhof Heiligenstadt, der sich auf der Kaiseite befand. Somit wählten die Fahrgäste an der Straßenoberfläche immer dasjenige Gebäude aus, in dessen Himmelsrichtung sie nachher auch abfahren wollten.  
Die beiden, gleichfalls spiegelverkehrt konzipierten und sich gegenüberliegenden, Stationsbauten an der Ferdinandsbrücke waren Sondertypen, die deutlich von den übrigen Stadtbahnbauten abwichen. Sie bestanden aus Holz und Sandsteintafeln, denn es handelte sich um Provisorien mit Rücksicht auf den, beim Bau der Stadtbahn schon geplanten, Neubau der namensgebenden Brücke. Dieser erfolgte 1911, hatte dann jedoch keine Auswirkungen auf die Wagner’schen Bauten.

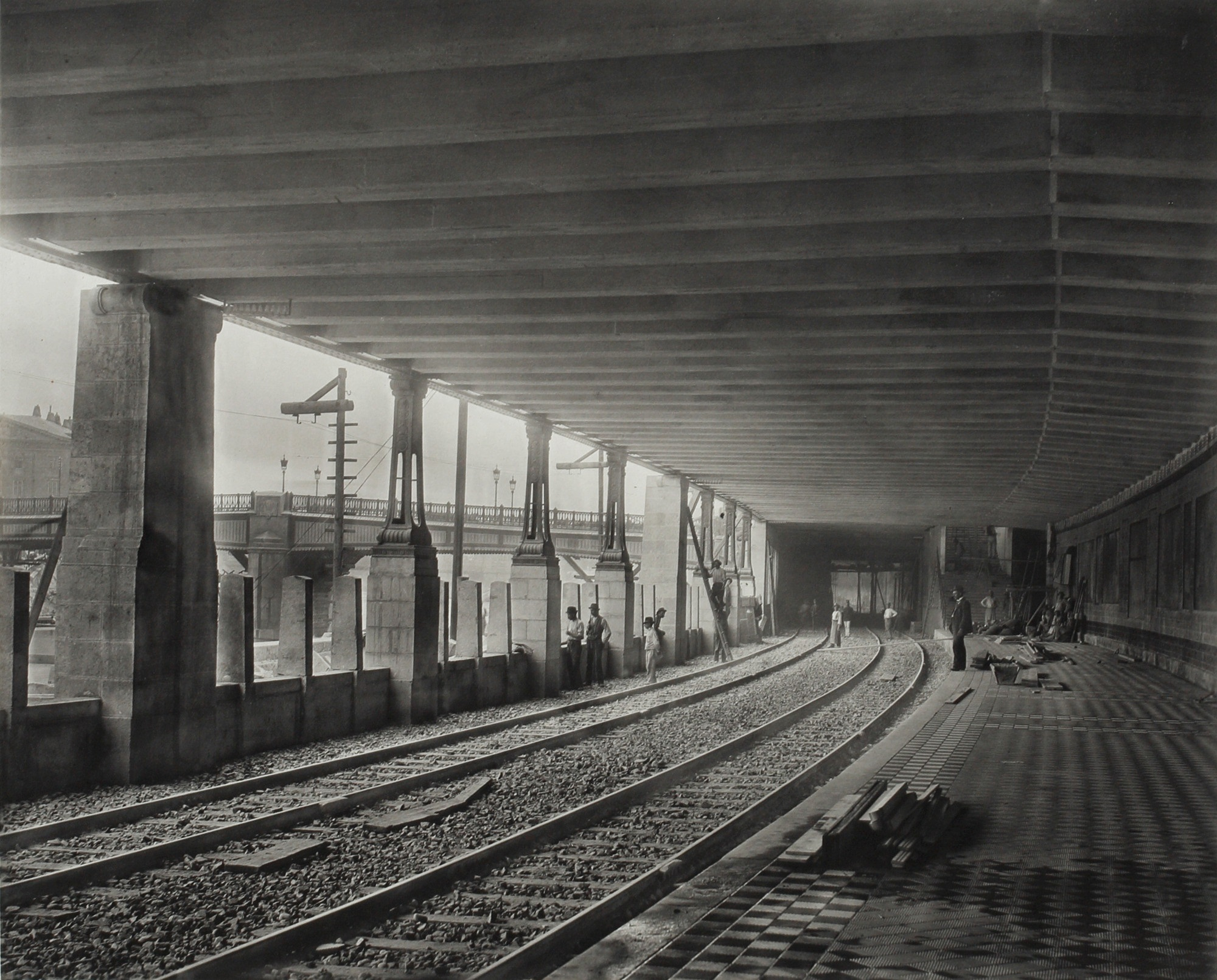
Die Station kurz vor Fertigstellung im Jahr 1901, links hinten die Ferdinandsbrücke.
Das ursprüngliche Aufnahmsgebäude Richtung Hauptzollamt, 1902

### Elektrische Stadtbahn
Am 8. Dezember 1918 musste der Betrieb der Donaukanallinie kriegsbedingt komplett eingestellt werden. Nachdem der Ferdinandsplatz und die Ferdinandsbrücke schon zum 6. November 1919 in Schwedenplatz und Schwedenbrücke umbenannt wurden, galt dies ab ihrer Wiedereröffnung als Teil der Wiener Elektrischen Stadtbahn am 20. Oktober 1925 auch für die Haltestelle selbst, wobei fortan nicht mehr die Brücke, sondern der Platz namensgebend war. Das betriebliche Kürzel änderte sich damals von FB in SP.

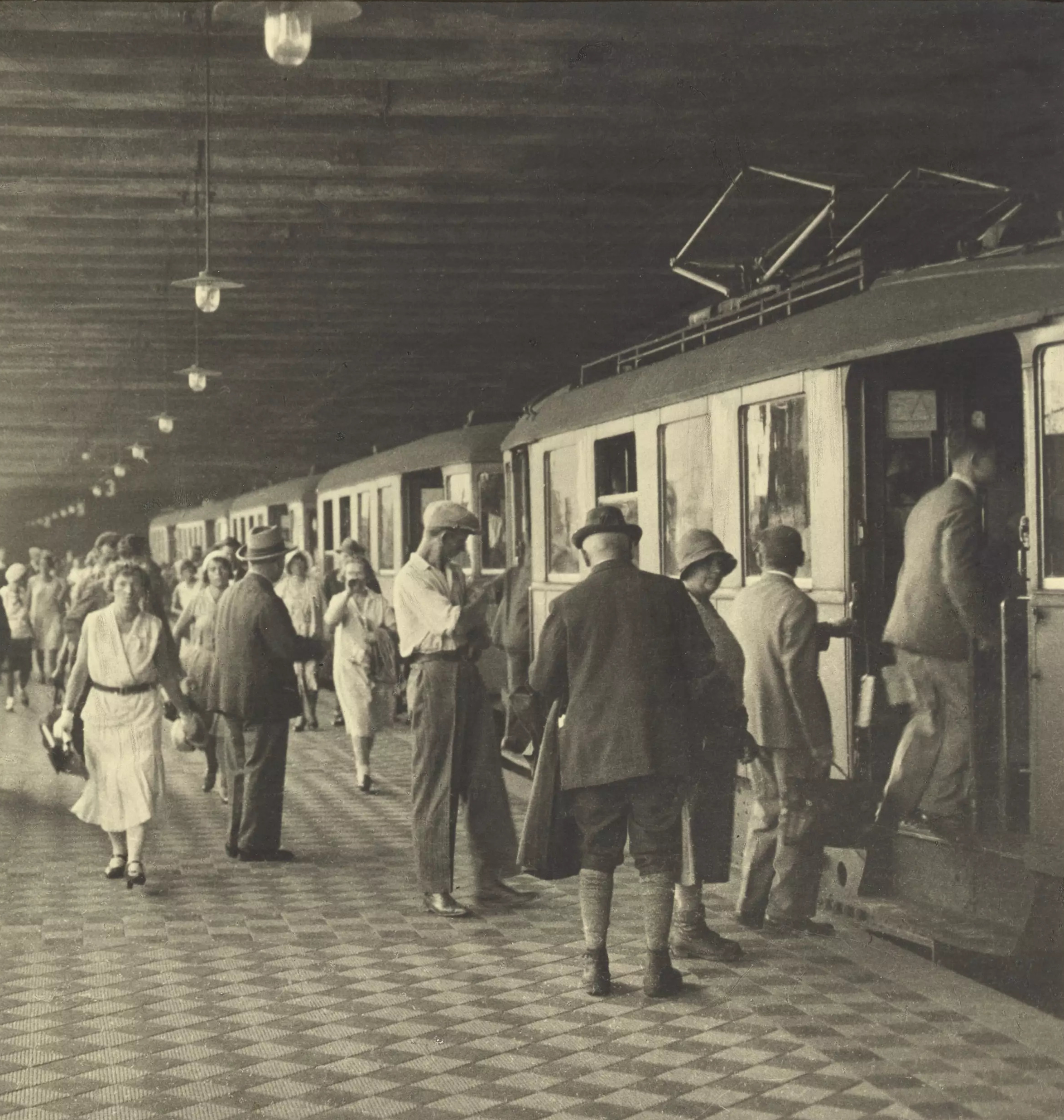
Bahnsteigszene im Jahr 1931
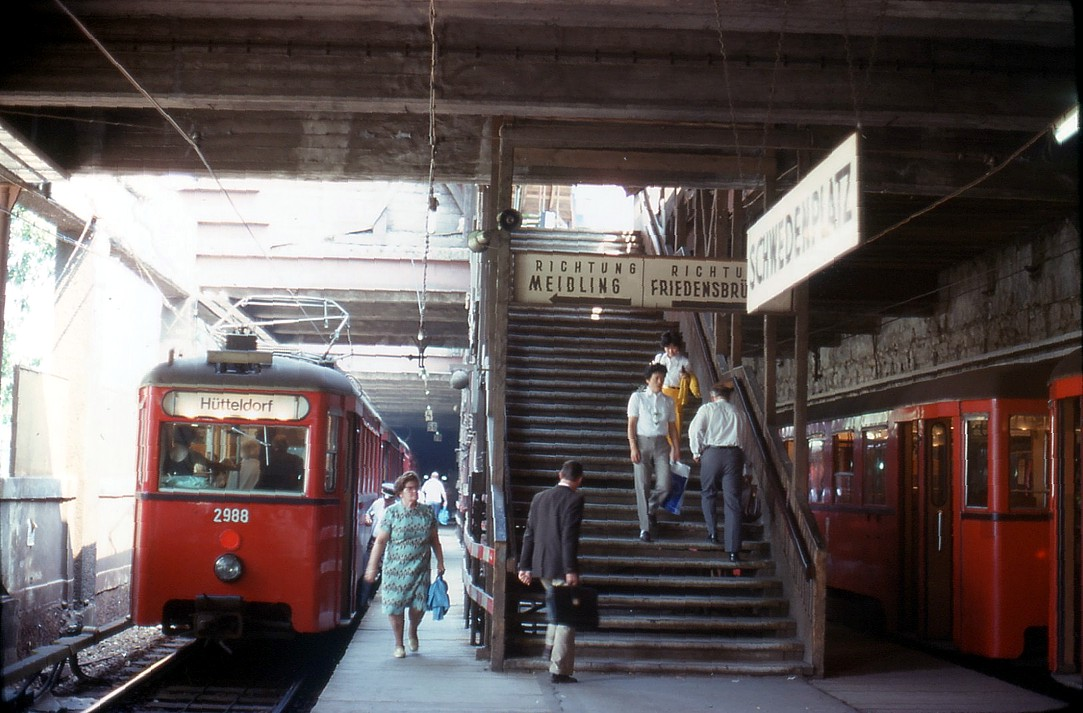
Elektrischer Stadtbahnbetrieb mit einem N1/n2-Zug, aufgenommen 1978 während dem U-Bahn-Umbau
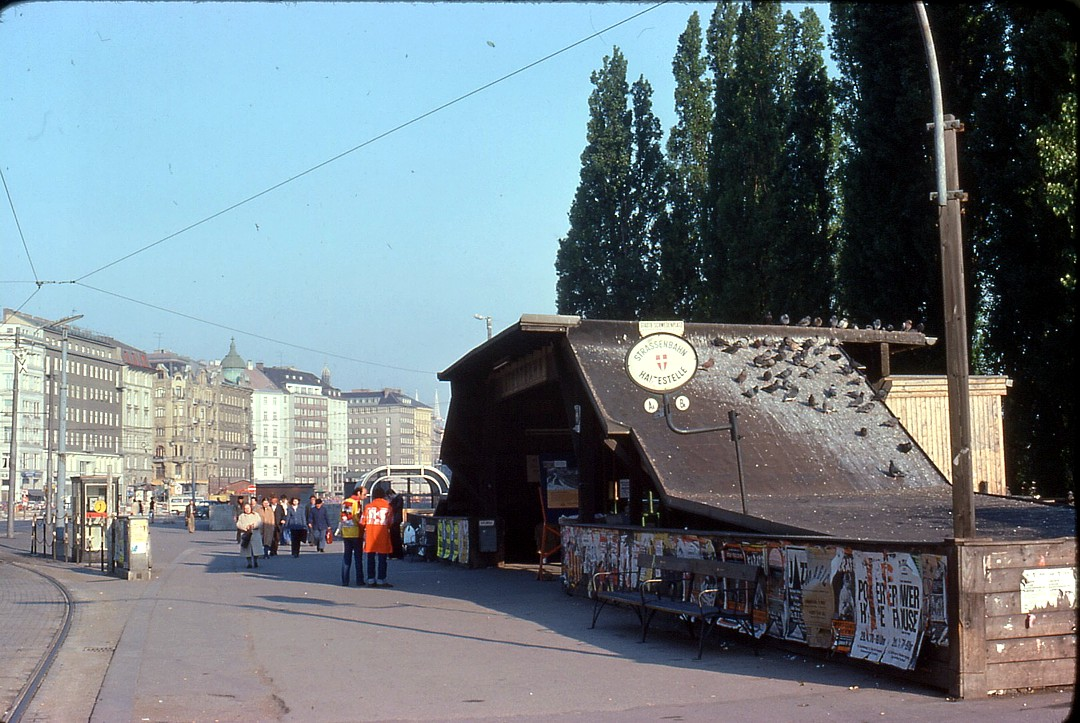
Nach dem Zweiten Weltkrieg errichtetes Zugangsprovisorium, 1978

### U-Bahn
Nach dem etappenweise vorgenommenen Umbau der Donaukanallinie zur U-Bahn wird die Station Schwedenplatz seit dem 15. August 1978 von der U4 bedient. Am 24. November 1979 wurde das U1-Teilstück zwischen Stephansplatz und Nestroyplatz seiner Bestimmung übergeben, womit der heutige U-Bahn-Knoten komplett war. Die Konzeption Otto Wagners ist auf den Bahnsteigen der U4 kaum noch zu erahnen; diese wurden vollständig nach dem Panel-Design der Architektengruppe U-Bahn umgestaltet. Die Errichtung der Anlagen der U1 gestaltete sich aufgrund der Unterfahrung von Gebäuden im Bereich der Griechengasse und vor allem wegen der Unterquerung des Donaukanals als Herausforderung für die Tiefbauingenieure. So kam es am 9. Juli 1974 zu einem Einbruch von Grundwasser in der Baustelle unter dem Schwedenplatz.

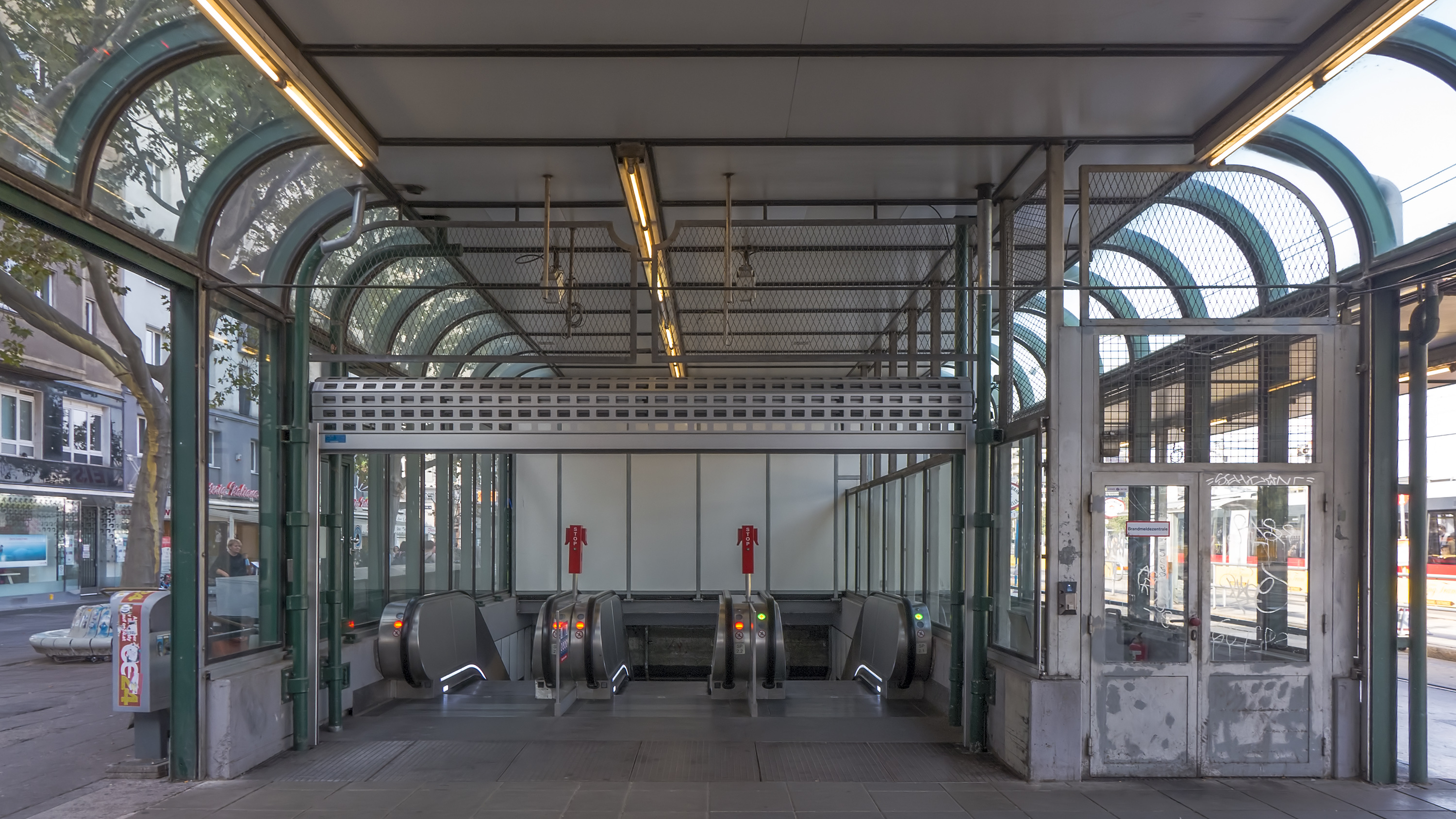
Stationsabgang am Schwedenplatz
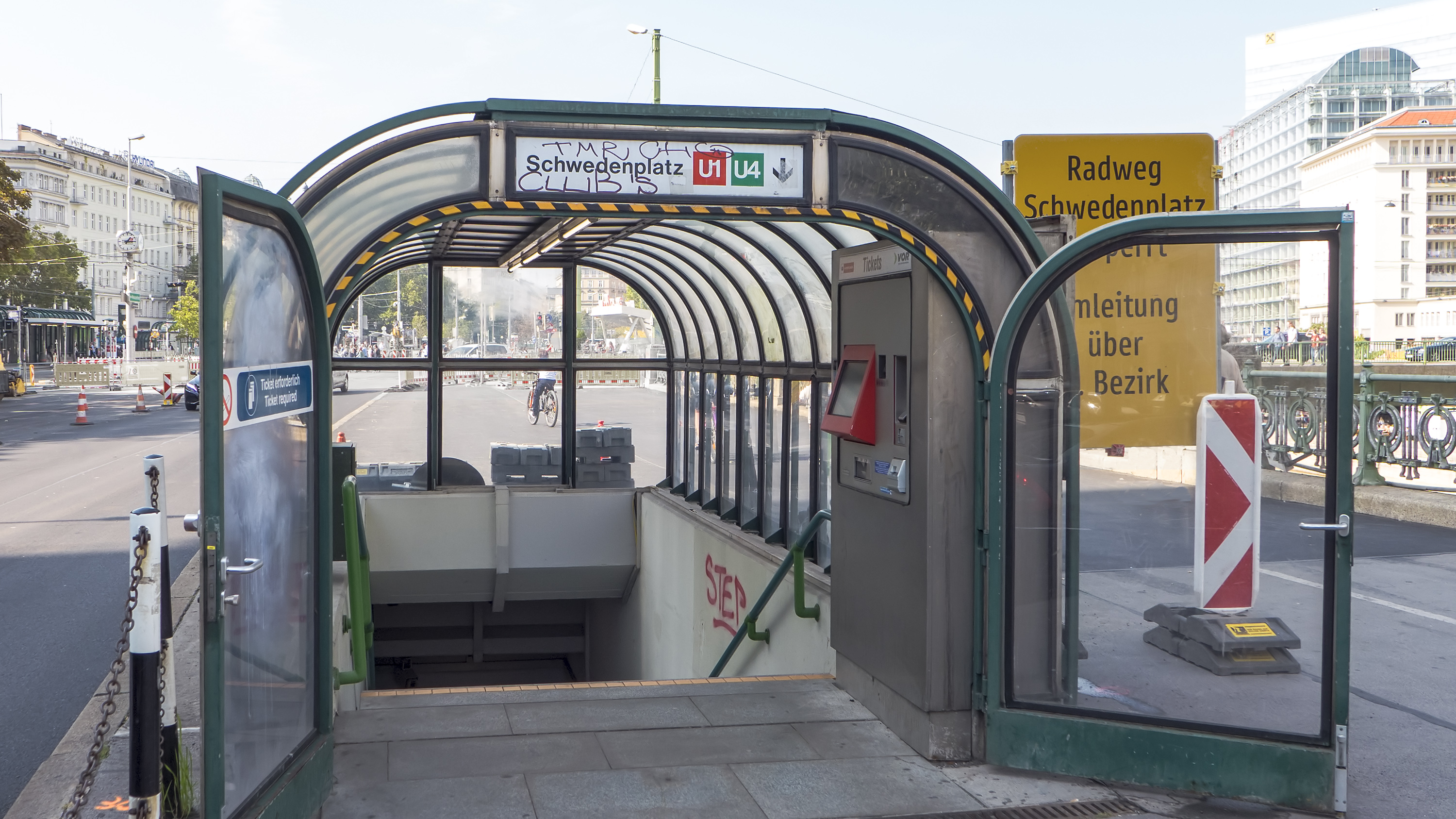
Ausgang Urania
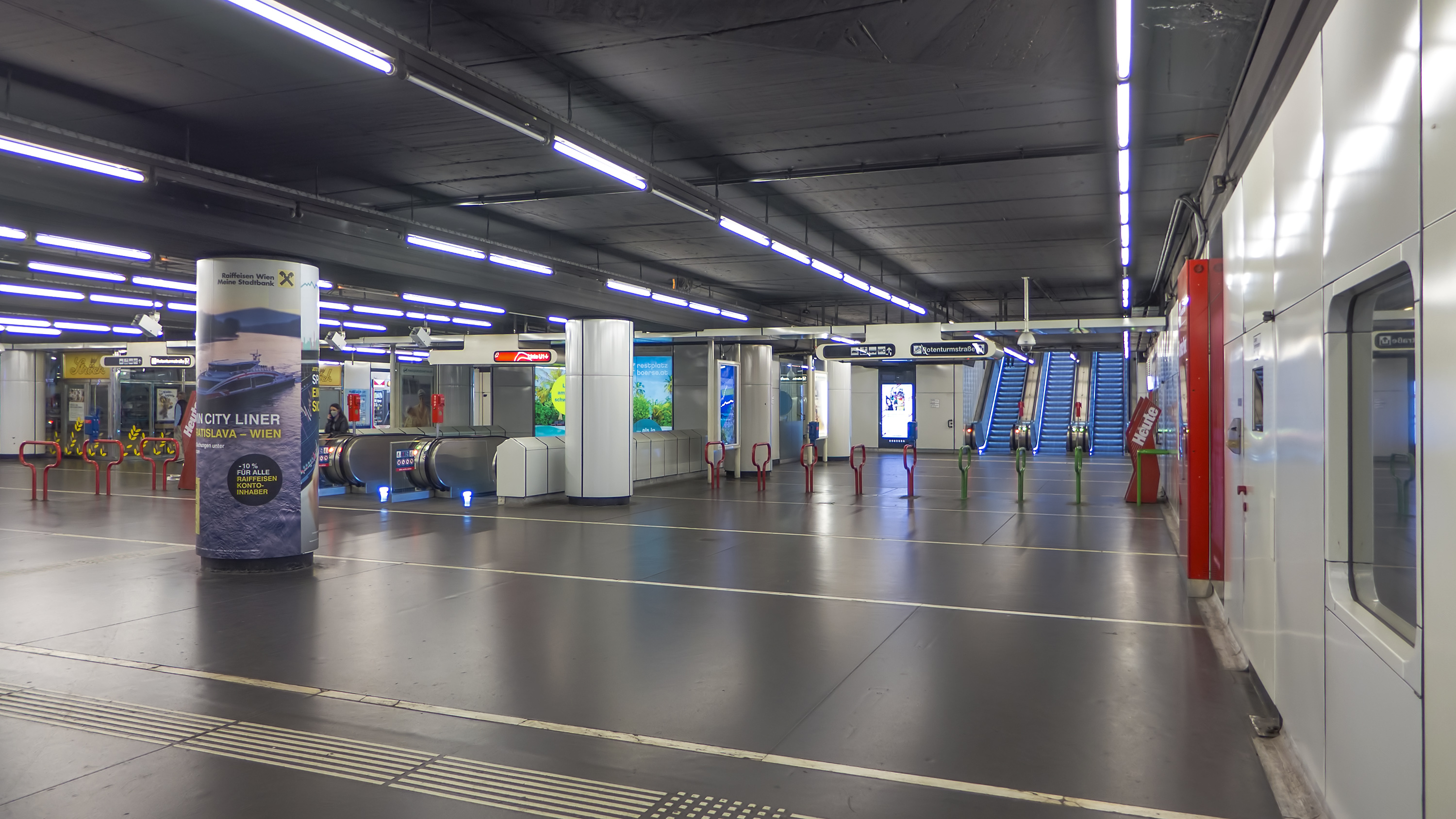
In der Station
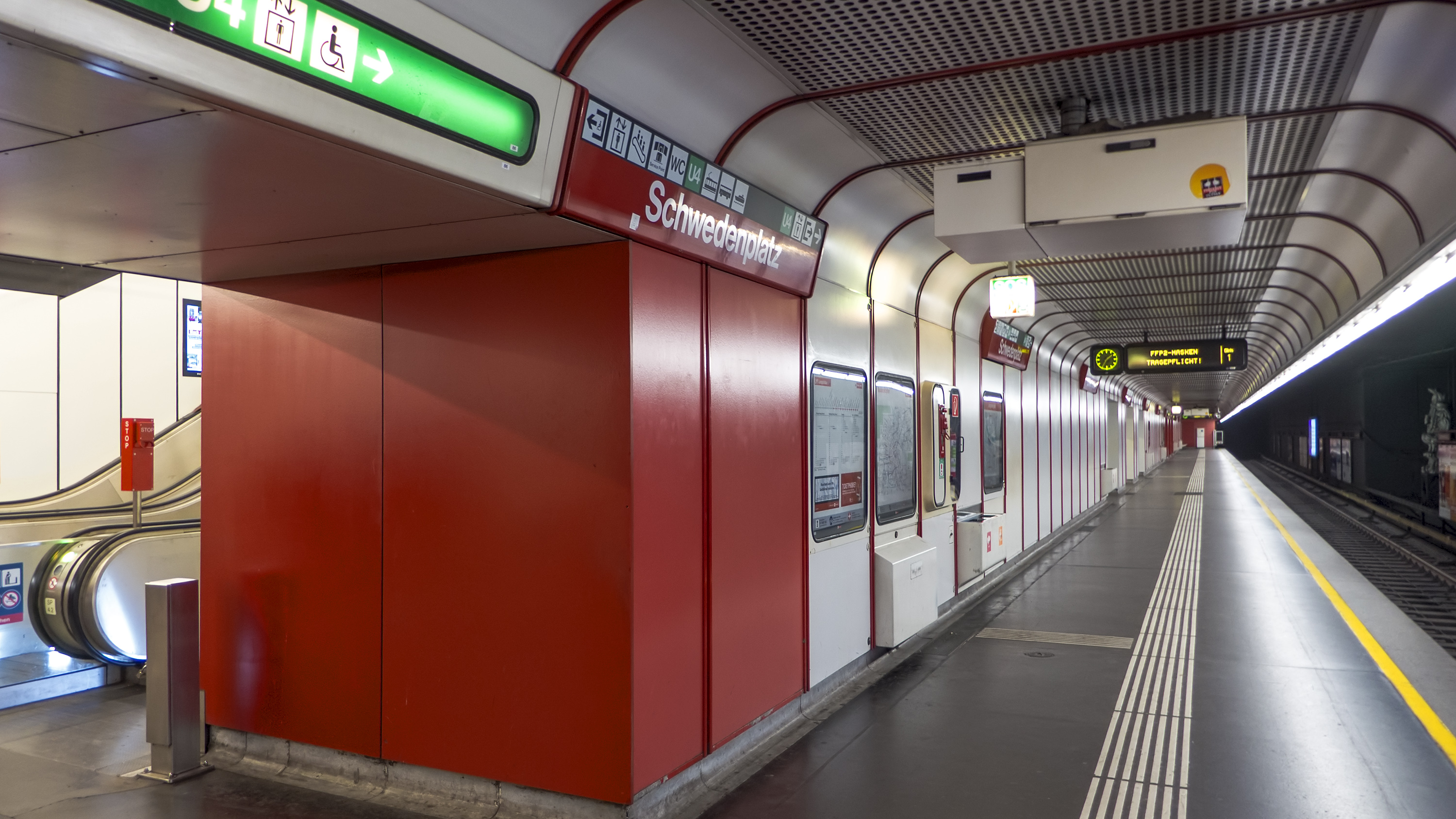
Bahnsteig der U1 …
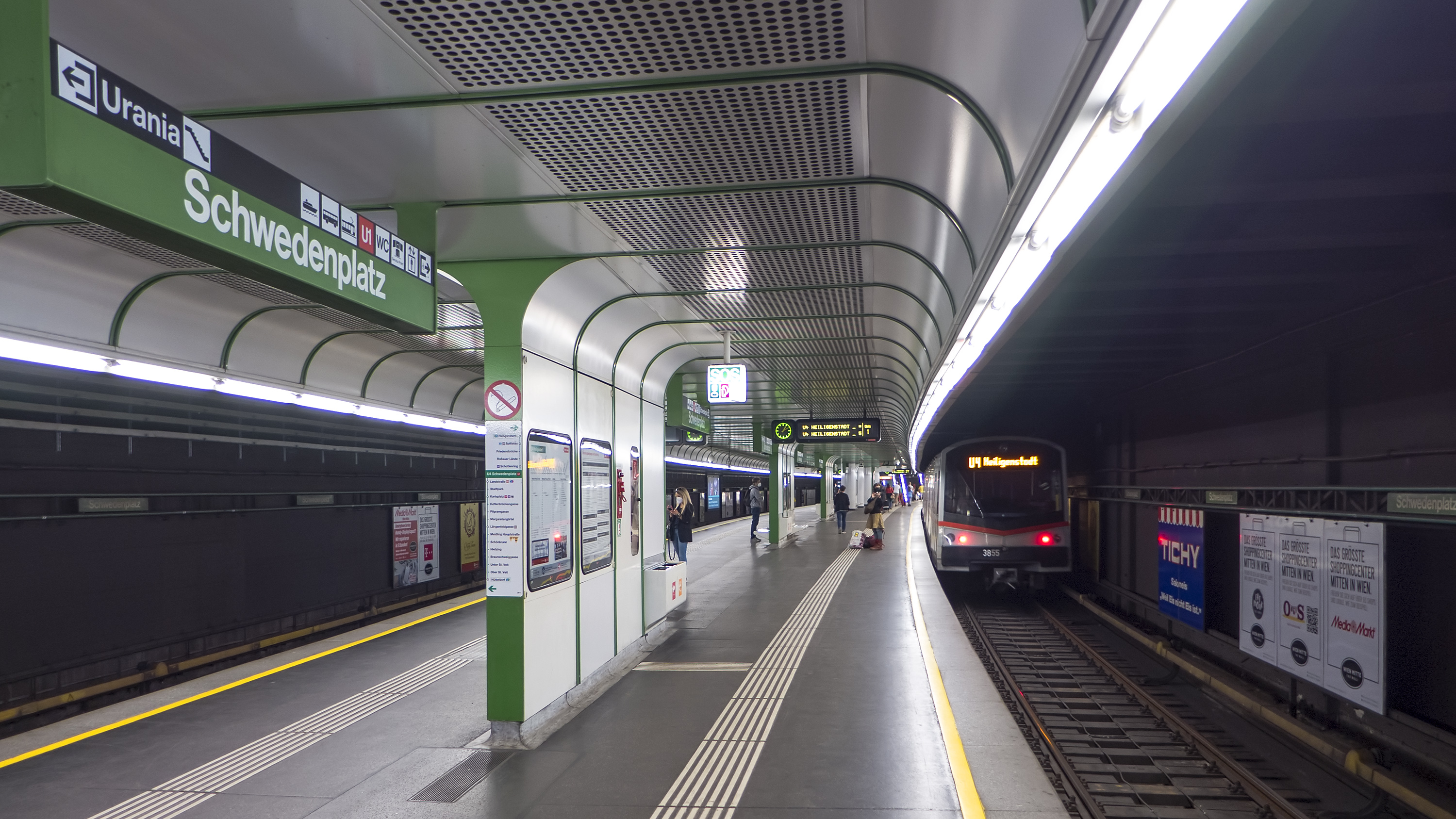
… und der U4
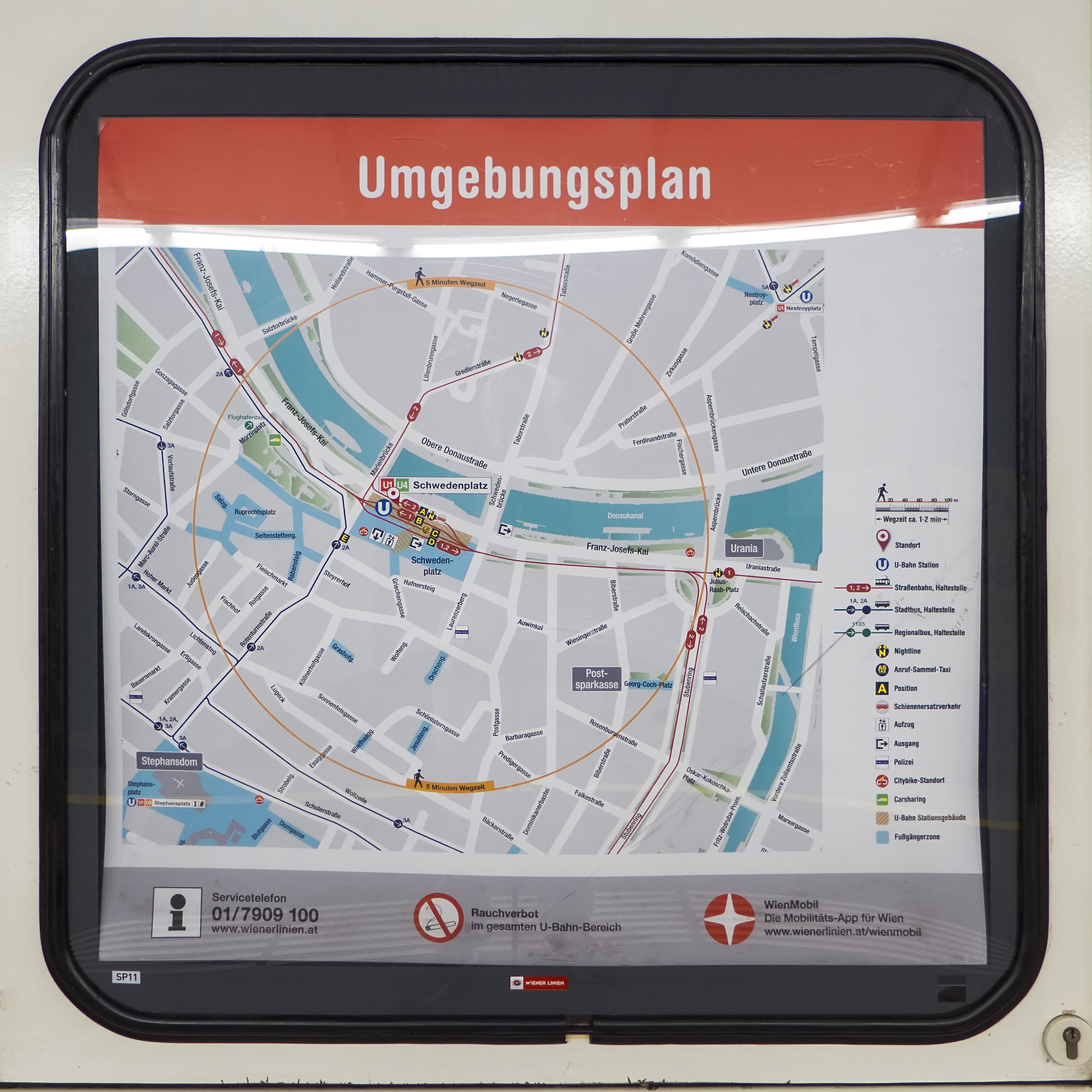
Umgebungsplan